# Castilla (planta)
Castilla es un género de plantas fanerógamas pertenecientes a la familia Moraceae, son nativos del este de Asia. Comprende 15 especies descritas y de estas, solo 3 aceptadas.

## Descripción
Son árboles que alcanzan un tamaño de 5–35 m de alto, inermes, con copioso látex lechoso; plantas monoicas o dioicas. Hojas angostamente elípticas a ovadas o más comúnmente obovadas, 16–40 cm de largo y 6–18 cm de ancho, ápice abrupta y corta a largamente acuminado, margen entero, ondulado o menudamente denticulado; pecíolos 5–20 mm de largo, estípulas connadas, 2–10 cm de largo, caducas. Inflorescencias estaminadas en árboles estaminados pedunculados, generalmente 2 o 4 por axila, bilobadas con lobos flabelados y aplicados o discoide-doblados en el medio, imbricado-bracteadas, inflorescencias estaminadas secundarias a veces asociadas con inflorescencias pistiladas, éstas más pequeñas e infundibuliformes a ciatiformes, imbricado-bracteadas, flores no estructuradas en el receptáculo, estambres dispuestos entre brácteas y sépalos libres a connados; inflorescencias pistiladas sésiles, solitarias o a veces asociadas con inflorescencias estaminadas secundarias, discoides a ciatiformes, imbricado-bracteadas, flores libres o basalmente connadas, sépalos 4, connados, ovario parcialmente adnado al perianto, estigmas 2, filiformes. Frutos drupáceos, con perianto acrescente angular-elipsoide, unidos en la base, amarillo-anaranjados a rojos.

## Taxonomía
El género fue descrito por Vicente Cervantes y publicado en Gazeta de literatura de México Suppl.: 7–10, en 1794.

#### Etimología
Castilla: nombre genérico que fue otorgado en honor de Juan Diego del Castillo (1774–1793), un botánico jaqués amigo de Vicente Cervantes.

## Especies aceptadas
A continuación se brinda un listado de las especies del género Castilla aceptadas hasta diciembre de 2013, ordenadas alfabéticamente. Para cada una se indica el nombre binomial seguido del autor, abreviado según las convenciones y usos.
- Castilla elastica Cerv.
- Castilla tunu Warb.
- Castilla ulei Warb.